# Левек, Орели
Орели Левек (фр. Aurélie Lévêque род. 14 июля 2001, Эшироль, департамент Изер) — французская шорт-трекистка. Серебряный призёр чемпионата мира 2021 года в эстафете. Двукратная чемпионка Европы 2021 и 2025 годов в эстафете.

## Спортивная карьера
Орели Левек с раннего детства занималась Регби и Дзюдо, однажды лучшая подруга пригласила её в конькобежный клуб Эшироль (CGALE) и в возрасте 9-ти лет в 2010 году Орели впервые стала на коньки на занятиях по шорт-треку. Её первый тренер Мюриэль Одемар была ещё учителем в начальной школе, поэтому хорошо знала и помогала всегда ей. Впервые в соревнованиях участвовала в 2013 году и на чемпионате Франции среди девочек младшей группы заняла 10-е место в многоборье, а на следующий год стала уже 5-й в этой категории. С 2016 по 2018 года выиграла чемпионаты Франции среди юниоров.
Осенью 2018 переехала в национальный центр конькобежного спорта в Фон-Ромё, где находится главная тренировочная база по шорт-треку. С 2018 по 2020 год участвовала на юниорских первенствах мира, но выше 16 места на 1000 м не поднималась. В октябре 2020 года получила травму трёхглавой мышцы и пропустила национальный чемпионат и Кубок Нидерландов, чтобы подготовиться в европейскому чемпионату. В январе 2021 года на чемпионате Европы в Гданьске выиграла золотую медаль в эстафете, а через месяц на чемпионате мира в Дордрехте взяла серебро эстафеты в составе Гвендолин Доде, Тифани Уо-Маршан и Орели Монвуазен.